# پاتریک شیلا
پاتریک شیلا (فرانسوی: Patrick Chila‎؛ زادهٔ ۱۹۶۹) یک بازیکن تنیس روی میز اهل فرانسه است.
وی در مسابقات کشوری و بین‌المللی در مجموع برنده ۳ مدال طلا، ۲ مدال نقره، ۵ مدال برنز شده‌است.